# May Death Never Stop You
May Death Never Stop You is een verzamelabum van My Chemical Romance. Het album geeft een samenvatting van de hele carrière van de band. Behalve de bekende nummers zitten er ook een paar nieuwe nummers bij.
Op 22 maart 2013 maakte de band via hun website bekend dat deze band ging stoppen. Met het uitbrengen van het album werd ook een nieuw nummer gelanceerd. Op 17 februari 2014 werd het nummer Fake Your Death uitgebracht als single.

## Tracklist
1. Fake Your Death
2. Honey, This Mirror Isn't Big Enough for the Two of Us
3. Vampires Will Never Hurt You"
4. Helena
5. You Know What They Do to Guys Like Us in Prison
6. I'm Not Okay (I Promise)
7. The Ghost of You
8. Welcome to the Black Parade
9. Cancer
10. Mama
11. Teenagers
12. Famous Last Words
13. Na Na Na (Na Na Na Na Na Na Na Na Na)
14. Sing
15. Planetary (Go!)
16. The Kids from Yesterday
17. Skylines and Turnstiles
18. Knives/Sorrow
19. Cubicles